# 楓ふうあ
楓 ふうあ（かえで ふうあ、2001年4月20日 - ）は、日本のAV女優。アトラクティブを経てc-more ENTERTAINMENTに所属。

## 略歴
2021年8月、S1 NO.1 STYLE（エスワン）専属女優としてAVデビュー。
光文社『FLASH』発表の2021年セクシー女優ランキング第46位。
2022年5月に発表されたアサヒ芸能「2022現役AV女優SEXY総選挙」で第21位。
2023年4月20日、所属事務所をc-more ENTERTAINMENTに移籍したことを発表。エスワン専属は継続する。
2023年5月に発表されたアサヒ芸能「2023現役AV女優SEXY総選挙」第16位。関西圏では全世代から得票を得ており、関西圏の票だけでは9位を記録した。
2024年11月4日週FANZA通販フロアランキングにて、出演作『S1 PRECIOUS GIRLS 2024 オールスター24名大集合ハーレムアイランドSpecial』が初登場1位にランクイン。11月11日週では同作が1位。DVD版も3位ランクイン。

## 人物
趣味は、温泉・香水集め。岩盤浴やサウナも好きである。またTWICEのファンであり、2015年の結成時から追いかけている。
高校までバスケットボール部に所属。部の最高成績は県大会4位。
小学4年の時に初めてAVを見たのをきっかけにだんだんAVが好きになり、それから1年くらいしてオナニーをするようになった。初体験は17歳の時で、相手は同じ学校の同級生。
AVデビューのきっかけは、単純にエッチやAVが好きだったから。
撮影の前日は緊張をほぐす目的とイメージトレーニングのため、三上悠亜や山岸逢花の作品を視聴している。

## 作品
◎はBD版発売作品。

### アダルトDVD / BD
- 新人 NO.1 STYLE 楓ふうあ AVデビュー（8月19日、S1 NO.1 STYLE）◎
- 顔―カラダ―空気感― 全てハイスペック圧倒的新人 “楓ふうあ”の初めて尽くしめちゃイキ3本番（9月28日、S1 NO.1 STYLE）◎
- 交わる体液、濃密セックス 完全ノーカットスペシャル 楓ふうあ（10月26日、S1 NO.1 STYLE）◎
- 激イキ109回!痙攣3900回!イキ潮2000cc超え! エロス覚醒 はじめての大・痙・攣スペシャル（11月23日、S1 NO.1 STYLE）◎
- 楓ふうあ 人生初のエビ反り・痙攣イキ S字カーブ長身美ボディ性感焦らしオイルマッサージ（12月14日、S1 NO.1 STYLE）[14] ◎

- 絶世の愛人と溜まった性欲をぶつけ合う妻不在の2日間、温泉ハメまくり旅行（1月11日、S1 NO.1 STYLE）◎
- 美しすぎるお姉さんがオンナを捨てた 禁欲後のムラムラ100倍絶頂セックス（2月8日、S1 NO.1 STYLE）◎
- 綺麗で可愛い― キレカワお姉さんが【美顔・美乳・美脚】でヌキまくる 極上密着メンズエステ（3月8日、S1 NO.1 STYLE）[15]
- 彼女にバレないよう彼女のエッチなお姉さんと隠れてこっそり浮気性交に明け暮れた7日間。 楓ふうあ（4月5日、S1 NO.1 STYLE）◎
- 出張先で軽蔑している中年セクハラ上司とまさかの相部屋に… 深夜から早朝フライトまで続く絶倫性交に膣堕ちした新人客室乗務員 楓ふうあ（5月10日、S1 NO.1 STYLE）
- AV最高峰 -S級GIRLS GROUP エスワンキャンペーン（2022年5月27日、S1 NO.1 STYLE）※S1 NO.1 STYLE専属女優の撮り下ろし映像を収録したキャンペーンDVD。
- 大嫌いなあなたに懇願ー 生涯最高のイラマチオをください。 楓ふうあ（6月14日、S1 NO.1 STYLE）
- アナタの五感を刺激する楓ふうあのシコシコサポートラグジュアリー 美しきエロスで脳を満たす主観メイン美顔映像、バイノーラル録音、囁き淫語スペシャル 楓ふうあ（7月12日、S1 NO.1 STYLE）
- こんな綺麗なお姉さんがドMな僕をめちゃくちゃ射精させるため我が家にやって来た! 楓ふうあ（8月9日、S1 NO.1 STYLE）
- 170㎝完璧プロポーション楓ふうあ (21歳) #個人撮影#ハメ撮り 鼓動まで聞こえる近距離セックス（9月13日、S1 NO.1 STYLE）
- 楓ふうあの濃厚な唾液性交（10月11日、S1 NO.1 STYLE）
- 楓ふうあ初ベスト S1デビュー1周年 最新13タイトル12時間スペシャル（10月25日、S1 NO.1 STYLE）◎ ※単体ベスト
- 美人でスタイル抜群、更に天性の優しさを持つパーフェクトお姉さんが世界一世話焼きな彼女目線で筆おろししてくれるガチ童貞×S1美女優30日同棲ドキュメント 楓ふうあ（11月8日、S1 NO.1 STYLE）
- 糞下品な女教師なんだからボクに犯●れて当然って、分かるよね? 楓ふうあ（12月13日、S1 NO.1 STYLE）◎

- 路チューで勃起したでしょ? 10発射精しても、朝を迎えても、長身お姉さんにひたすら犯●れたい… 楓ふうあ（2月14日、S1 NO.1 STYLE）◎
- 10000秒ぶっ続けで潮・汗・愛液・快感汁たれ流し感度爆上がりゾーンに突入したノンストップ超絶頂SEX 楓ふうあ（3月14日、S1 NO.1 STYLE）
- 死ぬほど嫌いなオジサン上司からの引くほど気持ちいい粘着サドテクで心はイヤイヤ、アソコはビショ濡れ、出張先旅館でイカされまくった社内一の美女OL 楓ふうあ（4月11日、S1 NO.1 STYLE）
- 脚で挟んで ‘かえで’お姉さん 脚フェチのための 【黒タイツ踏みコキ・ナマ太ももコキ・絶対領域足コキ・ストッキング素股】美脚ぬきぬきシチュエーション 楓ふうあ（5月9日、S1 NO.1 STYLE）
- エスワンキャンペーン2023 スペシャルDVD（6月1日、S1 NO.1 STYLE）※「S1 NO.1 STYLE」専属女優30名の撮り下ろし映像を収録。
- バイト先のヤラせてくれそうな長身お姉さんの下半身がエロすぎて…職場で立ったまま後ろからハメまくった。 楓ふうあ（6月27日、S1 NO.1 STYLE）
- 迫られると断れない美脚アナウンサーは「いじめてほしい」と懇願してくる逆おねだりビッチ! 楓ふうあ（7月25日、S1 NO.1 STYLE）
- 「おじさん、今晩ワタシと一発どーお?」 ナマ足でガッポリ稼ぐ大人っぽ女子●生 楓ふうあ（8月22日、S1 NO.1 STYLE）
- 後輩の彼女がイイ女すぎるから… 昏睡させてヤリ放題 楓ふうあ（10月24日、S1 NO.1 STYLE）
- 社長愛人になるほどエロくなった幼馴染と再会、純愛で略奪して激情セックス。 楓ふうあ（11月28日、S1 NO.1 STYLE）
- 水泳部顧問の不謹慎なVラインを俺たちのチ○ポでわからせるまで輪姦す 楓ふうあ（12月26日、S1 NO.1 STYLE）

- もう何十年もセックスと無縁の飢えた性獣オヤジがいるゴミ屋敷に家庭訪問した死ぬほど不運な新任女教師 楓ふうあ（1月23日、S1 NO.1 STYLE）
- 楓ふうあ史上最大の乱れ。宙に浮くほどイキ飛び跳ねる美脚エビ反りSTRONGアクメ（3月26日、S1 NO.1 STYLE）
- 誰もが憧れるバリキャリOLの週末メス犬日記 現場男の汗臭チ〇ポが生きがいとは、絶対に言えない。 楓ふうあ（5月28日、S1 NO.1 STYLE）
- マドンナ20周年記念5か月連続!! 奇跡のコラボ第7弾!! 夫の上司に犯され続けて7日目、私は理性を失った…。 楓ふうあ（6月11日、マドンナ）
- ファン感謝祭! 「おれたちは おマ●コなんかでイクもんか!!」 楓ふうあのおマ●コSEX我慢できたら世界最強の美脚堪能SEX（6月25日、S1 NO.1 STYLE）
- 数週間の入院で精子がパンパンに溜まり切った無洗チ●ポに興奮する週末ビッチ堕天使 楓ふうあ（7月23日、S1 NO.1 STYLE）
- 美脚下半身が大絶頂するまで【媚薬・巨根】ピストンを欲しがるデカチンキメセク大好き脚長スケベお姉さん 楓ふうあ（8月27日、S1 NO.1 STYLE）
- 生意気な怠慢アルバイトを上手に叱るには? 大事なのは中年店長が×××してやること。 楓ふうあ（9月24日、S1 NO.1 STYLE）
- 人気カップルインフルエンサーがSNSでバズりたくて迷い込んだ先は濃厚絶倫オヤジが住む淫欲まみれの変態村だった…。 楓ふうあ（10月22日、S1 NO.1 STYLE）
- 高跳び一筋15年決意の引退!  跳べなくなった世界的美人メダリストはスポンサーオヤジ社長たちのヤミツキ肉便器 楓ふうあ（11月26日、S1 NO.1 STYLE）
- S1 PRECIOUS GIRLS 2024 オールスター24名大集合ハーレムアイランドSpecial（12月10日、S1 NO.1 STYLE）◎ [16][17][18]

- 「ま●こ貸すから後は適当で～…よろ。」 反応悪い無気力ダウナー系J○を円光オジサンは発情させたい 楓ふうあ（1月28日、S1 NO.1 STYLE）
- エスワン20周年記念 AV業界史に残る最強タッグ作品 世界に誇る一流女優たちが極上ご奉仕してくれる 超S1級 ハーレム風俗フルコース（1月28日、S1 NO.1 STYLE）◎ [19]
- ボケたお義父さんは性欲旺盛でお母さんと間違えたふりして立派なデカチンを見せつけてきて… 楓ふうあ（2月25日、S1 NO.1 STYLE）
- 僕が3年間憧れ続けた女教師は童貞仲間で親友の絶倫チ●ポに一瞬で、メス堕ちした 楓ふうあ（3月25日、S1 NO.1 STYLE）
- 楓ふうあ170cm 明日葉みつは175cm 合計345cmの長身美女のWパンストで挟撃ロック! 身動き出来ずにイカせられちゃう5コーナー（4月29日、S1 NO.1 STYLE）[20]
- 世界クラス美人 楓ふうあ デビューからの3年間全33タイトル完全コンプリート版（5月13日、S1 NO.1 STYLE）※単体ベスト ◎
- おぢ攻略本の頂き港区女子ふうあちゃんに騙された絶倫おぢたちはイッてもやめないおぢマラ復讐ピストンで分からせ続ける!! 楓ふうあ（5月27日、S1 NO.1 STYLE）
- いつもと同じ通勤電車。いつもの見慣れた景色。 この女に出会うまで。 初老リーマン、定年間近にして、痴漢狂い。 楓ふうあ（6月24日、S1 NO.1 STYLE）
- エスワン20周年記念 AV業界史に残る最強タッグ作品 たまったら射精しよう わたしたち おチ●ポテクニシャンです。 本郷愛 河北彩伽 金松季歩 miru 三田真鈴 七ツ森りり 浅野こころ 奥田咲 楓ふうあ 明日葉みつは（6月24日、S1 NO.1 STYLE）◎ [21]
- 新人スポーツキャスターは局から人気スポーツ選手にあてがわれても断れず… 力まかせのネジ込みピストンで死ぬほどイカされる。 楓ふうあ（7月22日、S1 NO.1 STYLE）
- エスワン20周年記念 AV業界史に残る最強タッグ作品 1×18。AVメーカーS1所属の新人ADの俺は、最高セクシー女優様たちにこっそりシコられ、ハメられ、エロいことに巻き込まれる、AV職場ラッキーSEX（7月22日、S1 NO.1 STYLE）◎ [22]
- 港区”プロ彼女”のなれの果ては… スラム街の公衆ぶっかけ顔射女 楓ふうあ（8月26日、S1 NO.1 STYLE）

### アダルトVR
- 完成された美顔 ―170cm美脚ボディ―柔らかFカップ美巨乳― 圧倒的イイ女"楓ふうあ"を感じるSEX 初VR 2SEX 128分（9月23日、S1 NO.1 STYLE）

- 楓ふうあの笑顔を待っていた! イチャイチャ最高の密着距離でひたすらSEXに没頭する究極同棲VR（2月22日、S1 NO.1 STYLE）
- 顔 カラダ 空気感 全てハイスペックな最高の愛人と溜まった性欲をぶつけ合う温泉ハメまくり旅行 楓ふうあ（4月16日、S1 NO.1 STYLE）
- 彼女の妹のどストライクはまさかの僕!? 彼女の目を盗んで僕をこっそり大胆誘惑VR 楓ふうあ（10月11日、S1 NO.1 STYLE）

- オトナの絶対領域VR ニーハイ×ミニスカ × パンチラ 白くて細長い美脚お姉さんの太ももが全開で… 我慢できません! 楓ふうあ（7月14日、S1 NO.1 STYLE）

- 綺麗と可愛い… 二つの顔を使い分ける長身スレンダーお姉さんの【美顔特化】【美乳特化】【美脚特化】3つのこだわりアングルでヌキまくる極上密着メンズエステ 楓ふうあ（2月4日、S1 NO.1 STYLE）
- びしょ濡れ美人女上司と相部屋 　透けるシャツ、肌ける胸元、チラつくパンティ…「可愛いね」 囁きからかい誘惑… ホロ酔いで一晩中痴女られまくった台風出張の夜 楓ふうあ（4月10日、S1 NO.1 STYLE）

- 長身 美脚 巨乳 圧倒的スタイルと超絶テクニックで天国へ誘ってくれる【僕専用】性処理サポート全裸メイド 楓ふうあ（6月2日、S1 NO.1 STYLE）

### イメージDVD / BD
- ALL NUDE 楓ふうあ（2月22日、Aircontrol）
- 湯女美人 楓ふうあ（5月27日、スパイスビジュアル）
- ヘアーヌード 楓ふうあ（8月26日、スパークビジョン）◎
- ETERNAL 楓ふうあ（11月18日、ファインピクチャーズ）◎

- 美麗なハダカ 楓ふうあ（2月22日、スパイスビジュアル）
- ヘアーヌード 楓ふうあ II（5月26日、スパークビジョン）◎
- Fuua Aqua Lover 楓ふうあ（11月16日、REbecca）◎

- Fuua2 Twilight Beauty 楓ふうあ（12月5日、REbecca）◎

### 写真集
- らぶぱら 楓ふうあ（2022年7月8日、竹書房、撮影：マキハラススム）ISBN 978-4-8019-3191-6 [23]
- FOO-A!! 楓ふうあ写真集（2023年12月9日、彩文館出版、撮影：福島裕二 / 柳沢康太） ISBN 978-4-7756-0670-4 ※3000部限定豪華愛蔵版[24]

### モデル
- プレミアムヌードポーズブック 楓ふうあ（2023年7月14日、ジーオーティー、撮影：田村浩章）ISBN 978-4-8236-0502-4

### デジタル写真集
- 週刊ポストデジタル写真集 実写版 柳生裸真剣（2月18日、小学館、撮影：松田忠雄）
- 楓ふうあデジタル写真集 ふあふあ（2月28日、ジーオーティー、撮影：鈴木ゴータ）
- ヘアーヌード 楓ふうあ（4月29日、スパークビジョン）
- First Love 楓ふうあ（5月27日、徳間書店、撮影：早川達也）
- AV最高峰 S級GIRLS GROUP エスワンキャンペーン No.1 Photo Book アイドル版（5月27日、FANZA BEAUTY COLLECTION、撮影：小林弘輔）※「S1 NO.1 STYLE」専属女優27名の写真を収録。FANZA限定配信。
- AV最高峰 S級GIRLS GROUP エスワンキャンペーン No.1 Photo Book S級版（6月10日、FANZA BEAUTY COLLECTION、撮影：小林弘輔）※「S1 NO.1 STYLE」専属女優27名の写真を収録。FANZA限定配信。
- ＃Escape 楓ふうあ（10月21日、ジーオーティー、撮影：manimanium）

- ヘアーヌード 楓ふうあ II（4月22日、スパークビジョン、撮影：SKS）
- S1キャンペーン2023 No.1 Photo Book アイドル版（5月12日、FANZA BEAUTY COLLECTION）※「S1 NO.1 STYLE」専属女優30名の撮り下ろし写真を収録。FANZA限定配信。
- S1キャンペーン2023 No.1 Photo Book S級版（6月1日、FANZA BEAUTY COLLECTION）※「S1 NO.1 STYLE」専属女優30名の撮り下ろし写真を収録。FANZA限定配信。
- 楓ふうあ 色濃く染めて FRIDAYデジタル写真集（8月18日、講談社、撮影：篠原潔）
- プレミアムヌードポーズブック 楓ふうあ 増ページ【デジタル特装版】（9月15日、ジーオーティー、撮影：田村浩章）※紙書籍版未収録写真を追加した電子書籍限定版。
- 楓ふうあ ふぅ。vol.1 FRIDAYデジタル写真集（12月8日、講談社）
- 楓ふうあ ふぅ。 vol.2 オール未公開100カット超完全版 FRIDAYデジタル写真集（12月8日、講談社）

- ジューシーハニーTHE DELUXE 2024 楓ふうあ（7月28日、ジューシーハニー、撮影：篠原潔）
- 楓ふうあ あわい恋風 FRIDAYデジタル写真集（10月18日、講談社、撮影：篠原潔）
- S1キャンペーン 〜20th anniversary〜 No.1 Photo Book 2024（11月12日、FANZA BEAUTY COLLECTION）※「S1 NO.1 STYLE」専属女優9名の撮り下ろし写真を収録。FANZA限定配信。
- 楓ふうあ ふあふあり。 vol.1 FRIDAYデジタル写真集（12月6日、講談社）
- 楓ふうあ ふあふあり。 vol.2 豪華100ページ超完全版 FRIDAYデジタル写真集（12月6日、講談社）

- S1 COLLECTION vol.1（2025年4月22日、a-list photo anthology）※『S1 NO.1 STYLE』専属女優15名によるオムニバス写真集。
- S1 COLLECTION vol.2（5月30日、a-list photo anthology）※『S1 NO.1 STYLE』専属女優8名によるオムニバス写真集。
- S1 COLLECTION vol.3（6月30日、a-list photo anthology）※『S1 NO.1 STYLE』専属女優8名によるオムニバス写真集。

## 製品

### トレーディングカード
- AVC ジューシーハニーコレクションカード PLUS #16（2022年10月22日、株式会社ミント）
- AVC ジューシーハニーコレクションカード PLUS ＃19（2023年9月30日、株式会社ミント）
- AVC ジューシーハニー THE DELUXE 2024（2024年7月27日、株式会社ハバロッサ）

### カレンダー
- 楓ふうあ 2024年カレンダー A2サイズ（2024年1月10日、C-more ENTERTAINMENT）

### アダルトグッズ
オナホール
- JAPANESE REAL HOLE 激 楓ふうあ（2025年2月24日、HATOPLA）

## 出演・掲載

### テレビ
- もう!バカリズムさんの超H! #33（2022年3月28日、フジテレビONE）
- 月ともぐら（2023年12月22日・2024年1月5日・2月9日・2月16日・4月26日 - 、テレビ東京）

### ウェブテレビ
- 東京スキャンダルクラブ（2024年4月17日 - 5月8日、FANZA TV）
- みるみる運気向上委員会（2025年3月28日[25]、エンタちゃん放送局）[26]

### ラジオ
- ねむチキ（2024年2月18日・25日、TBSラジオ）

### 雑誌
- 月刊FANZA 2021年10月号（ジーオーティー） - インタビュー「HATSUMONO!」
- 週刊アサヒ芸能 2021年10月28日号（徳間書店） - グラビア「S1デビューの極上美女を撮り下ろし 楓ふうあ[エクセレント・ガール]」
- VIBES 2021年11月号 Vol.337（源） - 表紙、グラビア[27]
- 週刊ポスト 2021年12月10日号（小学館） - 袋とじ「実写版 柳生裸真剣」
- 月刊FANZA 2023年1月号（ジーオーティー）- グラビア